# Список Народных героев Югославии/Г
В настоящем списке в алфавитном порядке представлены все Народные герои Югославии, чьи фамилии начинаются с буквы «Г» (всего 36 человек). В списке указаны даты присвоения звания и даты жизни Героев.
- Серым цветом в таблице выделены Герои, награждённые орденом Народного героя посмертно.

## Список Народных героев Югославии, фамилии которых начинаются с «Г»
| № п/п | Фото | Фамилия, Имя        | Дата присвоения звания | Годы жизни                         |
| ----- | ---- | ------------------- | ---------------------- | ---------------------------------- |
| 251   |      | Гавран, Душан       | 27 ноября 1953         | 1922 — середина декабря 1942       |
| 252   |      | Гаврилоский, Киро   | 11 октября 1953        | 1918 — май 1944                    |
| 253   |      | Гаврич, Веселин     | 27 ноября 1953         | 11 января 1918 — февраль 1942      |
| 254   |      | Гаич, Любивое       | 9 октября 1953         | 1904 — 21 февраля 1944             |
| 255   |      | Галер, Вилим        | 27 ноября 1953         | 11 января 1911 — 4 марта 1942      |
| 256   |      | Галич, Юре          | 5 июля 1951            | 1912 — 18 января 1943              |
| 257   |      | Гардашевич, Радован | 10 июля 1953           | 4 сентября 1916 — 8 мая 1943       |
| 258   |      | Гачеша, Василь      | 6 декабря 1944         | 1 ноября 1906 — 29 апреля 1942     |
| 259   |      | Георгиев, Перо      | 11 октября 1951        | 1918 — 14 октября 1941             |
| 260   |      | Геровац, Любица     | 27 ноября 1953         | 20 сентября 1919 — 16 апреля 1942  |
| 261   |      | Гигов, Страхил      | 27 ноября 1953         | 16 сентября 1909—1990              |
| 262   |      | Гилич, Милош        | 9 октября 1953         | 1918 — 29 апреля 1944              |
| 263   |      | Гилян, Перо         | 27 ноября 1953         | 20 апреля 1912 — январь 1943       |
| 264   |      | Глухак, Иво         | 20 декабря 1951        | 1922 — октябрь 1941                |
| 265   |      | Голем, Мате         | 24 июля 1953           | 1923 — 14 октября 1941             |
| 266   |      | Горанин, Павле      | 18 апреля 1944         | 13 октября 1915 — 2 января 1944    |
| 267   |      | Гошняк, Иван        | 17 ноября 1953         | 10 июня 1909 — 8 февраля 1980      |
| 268   |      | Грайзер, Албин      | 20 декабря 1951        | 15 февраля 1922 — 1 апреля 1944    |
| 269   |      | Граховац, Дукица    | 26 июля 1945           | 7 февраля 1900 — 2 мая 1942        |
| 270   |      | Грачанин, Петар     | 20 декабря 1951        | 22 августа 1923 — 27 июня 2004     |
| 271   |      | Грбич, Чедо         | 20 декабря 1951        | 1921—1994                          |
| 272   |      | Грбович, Данило     | 13 июля 1953           | 1907—1984                          |
| 273   |      | Грбович, Еврем      | 20 декабря 1951        | 1908—1943                          |
| 274   |      | Грегорич, Павле     | 27 ноября 1953         | 18 октября 1892 — 23 марта 1989    |
| 275   |      | Грегорич, Йоже      | 5 июля 1951            | 30 июля 1907 — 9 сентября 1942     |
| 276   |      | Гредель, Янко       | 5 июля 1951            | 28 марта 1916 — 23 декабря 1941    |
| 277   |      | Грк, Душан          | 23 июля 1952           | 7 апреля 1906 — 15 марта 1994      |
| 278   |      | Гркович, Раде       | 27 ноября 1953         | 1913—1974                          |
| 279   |      | Гркович, Трайко     | 6 июля 1953            | 19 декабря 1919 — 12 сентября 1943 |
| 280   |      | Грмуша, Радован     | 27 ноября 1953         | 22 марта 1907 — 15 декабря 1941    |
| 281   |      | Грозданич, Милутин  | 20 декабря 1951        | 1915 — конец 1943                  |
| 282   |      | Грубор, Петар       | 20 декабря 1951        | 8 октября 1902 — 18 января 1944    |
| 283   |      | Груден, Альберт     | 21 июля 1953           | 6 ноября 1923 — 27 августа 1982    |
| 284   |      | Груич, Воислав      | 20 декабря 1951        | 1913—1943                          |
| 285   |      | Груичич, Стоян      | 25 сентября 1944       | 19 декабря 1919 — 7 февраля 1999   |
| 286   |      | Гуво, Иван          | 27 ноября 1953         | 2 февраля 1910—1992                |